# 전선병사동맹 철모단

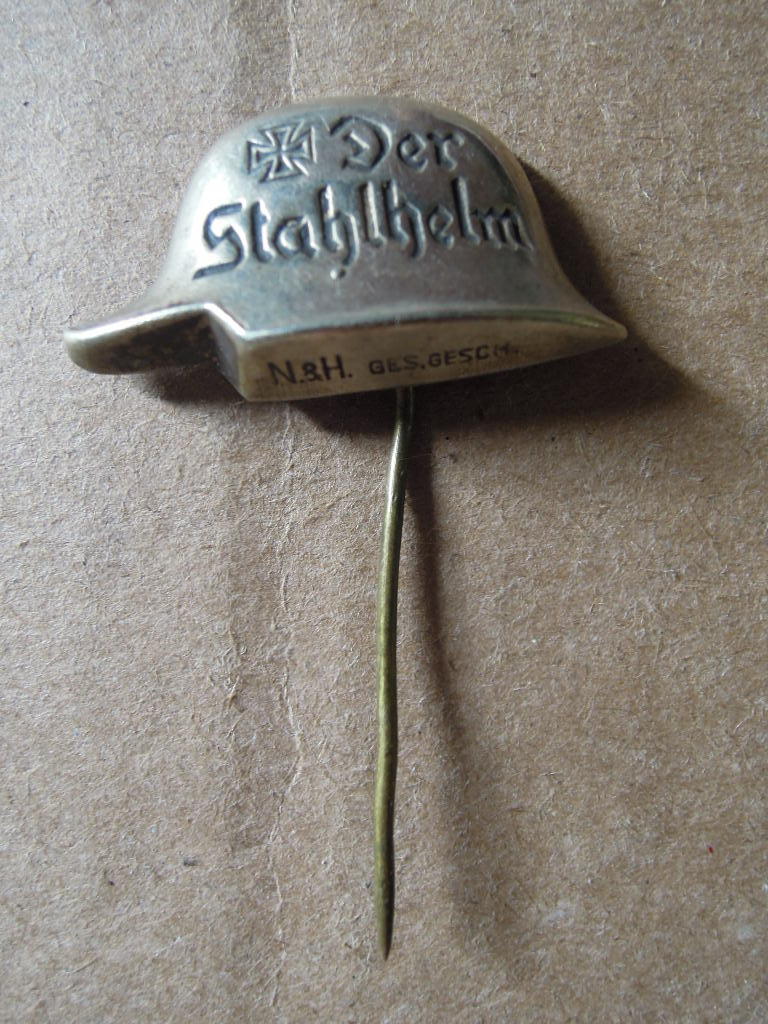
철모단 뱃지.

전선병사동맹 철모단(독일어: Der Stahlhelm, Bund der Frontsoldaten 슈탈헬름 분트 데어 프론트졸다텐[*]) 또는 민족사회주의 독일 전선전투원동맹(독일어: Nationalsozialistischer Deutscher Frontkämpferbund)은 약칭인 철모단(독일어: Der Stahlhelm 데어 슈탈헬름[*])으로 잘 알려진 준군사조직이다. 제1차 세계 대전에서 독일이 패배한 뒤 우후죽순 생겨난 군사조직들 중 하나로, 원래 불법단체인 흑색 국가방위군의 한 지부였다가 나중에 바이마르 공화국이 설립되자 보수 왕당파 독일 국가인민당의 무장행동대 구실을 했다.
1933년 나치당이 권력을 잡자 민족사회주의 독일 전선병사동맹으로 개명하였고, 1935년에는 당원들이 돌격대로 흡수되었다. 1945년에 나치당과 돌격대가 소멸되고 난 후, 1951년 쾰른에서 재결성되었고, 철모단으로 개명하였다. 이듬해인 1952년에는 감옥에 갇혀 있던 알베르트 케셀링을 단장으로 추대했다.
현재까지도 철모단의 잔당들이 암약해 있으나, 정치적 영향력은 전무하다.

## 같이 보기
- 바이마르 공화국의 준군사조직